# Amecania
En la mitología griega Amecania o Amecanía (en griego Ἄμηχανία, Amechanía) es la personificación del «Desamparo». El sustantivo femenino ἄμηχανία significa «dificultad», «impotencia», «incapacidad», «desamparo», «imposibilidad» o «falta de recursos». Es mencionada por dos autores antiguos, lo que indica que su figura era conocida y tenía un papel en la literatura y el pensamiento griego clásico. Heródoto, considerado el “padre de la historia”, y Alceo, un renombrado poeta lírico, contribuyeron a dar forma al entendimiento de estas personificaciones a través de sus escritos.

Alceo nos dice que:
«La Pobreza (Πενία) es un mal doloroso, insoportable, que causa daño a un gran pueblo en unión de su hermana la Impotencia (Ἄμηχανία)».
En palabras de Heródoto:
«Dado que, por su parte, [los andrios] carecían de tierras hasta límites verdaderamente extremos y que dos divinidades poco serviciales, Pobreza (Πενία) e Incapacidad (Ἄμηχανία), no abandonaban su isla, sino que residían allí permanentemente».
Sinónimos del Desamparo y la Pobreza son la Mendicidad (Πτωχεία, Ptokeía) y la Carencia (Ἀπορία, Aporía).

### Importancia cultural
La personificación de conceptos abstractos como la impotencia en figuras divinas demuestra cómo los griegos trataban de entender y explicar las experiencias humanas difíciles. La figura de Amecania, al igual que otras deidades personificadas, ofrecía a los antiguos griegos un medio para conceptualizar y narrar las dificultades inherentes a la condición humana.
La influencia de Amecania y sus compañeras se extiende a cómo los griegos veían la vida y el papel del destino y los dioses en las luchas humanas. La mitología servía como un espejo de la sociedad, reflejando preocupaciones, esperanzas y miedos que siguen siendo relevantes en la actualidad.